# Eduardo Sepulveda Puerto
Eduardo Sepúlveda Puerto (23 agosto 1973) è uno schermidore spagnolo, specialista della spada, vincitore di una medaglia d'argento ai campionati mondiali di scherma.

## Palmarès
In carriera ha conseguito i seguenti risultati:
- Mondiali di scherma

Torino 2006: argento nella spada a squadre.
- Europei di scherma

Funchal 2000: argento nella spada a squadre.